# Станція Якушка
Станція Якушка (рос. Станция Якушка) — селище в Новомаликлинському районі Ульяновської області Російської Федерації.
Населення становить 690 осіб. Входить до складу муніципального утворення Новомаликлинське сільське поселення.

## Історія
Від 2004 року входить до складу муніципального утворення Новомаликлинське сільське поселення.

## Населення
| 2010 |
| ---- |
| 690  |